# Gerichtsbezirk Tione
Der Gerichtsbezirk Tione war ein dem Bezirksgericht Tione unterstehender Gerichtsbezirk in der Gefürsteten Grafschaft Tirol. Der Gerichtsbezirk umfasste Teile des Trentino und gehörte zum Bezirk Tione. Nach dem Ersten Weltkrieg musste Österreich den gesamten Gerichtsbezirk an Italien abtreten.

## Geschichte
Der Gerichtsbezirk Tione wurde durch eine 1849 beschlossene Kundmachung der Landes-Gerichts-Einführungs-Kommission geschaffen und umfasste ursprünglich die 28 Gemeinden Bolbeno, Bondo, Borzago, Bozenago, Breguzzo, Caderzone, Carsolo, Coltura, Dare, Fisto, Giustino, Javre, Lardaro, Massimeno, Montagne, Mortaso, Pelugo, Pinzolo, Preore, Ragoli, Roncone, Saone, Strembo, Tione, Verdesina, Vigo, Villa und Zuclo.
Der Gerichtsbezirk Tione bildete im Zuge der Trennung der politischen von der judikativen Verwaltung
ab 1868 gemeinsam mit den Gerichtsbezirken Condino und Stenico den Bezirk Tione.
Der Gerichtsbezirk wies 1869 eine Bevölkerung von 13.823 Personen auf.
1910 wurden für den Gerichtsbezirk 15.428 Personen ausgewiesen, von denen 207 Deutsch (1,3 %) und 14.903 Italienisch oder Ladinisch (96,6 %) als Umgangssprache angaben. 80 % der Deutschsprachigen lebten in Tione, wobei es sich hier fast ausschließlich um Militärangehörige handelte.
Durch die Grenzbestimmungen des am 10. September 1919 abgeschlossenen Vertrages von Saint-Germain wurde der Gerichtsbezirk Tione zur Gänze Italien zugeschlagen.

## Gerichtssprengel
Der Gerichtssprengel umfasste 1910 die 27 Gemeinden Bocenago, Bolbeno, Bondo, Borzago, Breguzzo, Caderzone, Carisolo, Dare, Fisto, Giustino, Javre, Lardaro, Massimeno, Montagne, Mortaso, Pelugo, Pinzolo, Preore, Ragoli, Roncone, Saone, Strembo, Tione, Verdesina, Vigo Rendena, Villa Rendena und Zuclo.